# Lillsjön (Jukkasjärvi socken, Lappland)
Lillsjön är en sjö i Kiruna kommun i Lappland och ingår i Kalixälvens huvudavrinningsområde.